# (21811) Burroughs
(21811) Burroughs ist ein Asteroid des Hauptgürtels, der am 5. Oktober 1999 vom US-amerikanischen Astronomen Roy Tucker am Goodricke-Pigott Observatory (IAU-Code 683) in Tucson in Arizona entdeckt wurde.
Benannt wurde der Asteroid nach dem US-amerikanischen Schriftsteller Edgar Rice Burroughs (1875–1950), der neben zahlreichen Science-Fiction-Romanen mit Tarzan (Originaltitel: Tarzan of the Apes) den wohl berühmtesten Dschungelhelden der Literatur schuf.